# پایگاه محافظت ملی هوایی شاین
پایگاه محافظت ملی هوایی شاین (به انگلیسی: Cheyenne Air National Guard Base) یک فرودگاه است . این فرودگاه در شهر شاین، وایومینگ کشور ایالات متحده آمریکا قرار دارد .